# Himantosoma bidivisum
Himantosoma bidivisum är en mångfotingart som beskrevs av Filippo Silvestri 1919. Himantosoma bidivisum ingår i släktet Himantosoma och familjen Gonibregmatidae. Inga underarter finns listade i Catalogue of Life.